# جسی پنینگتون
جسی پنینگتون (به انگلیسی: Jesse Pennington) بازیکن فوتبال زادهٔ ۲۳ اوت ۱۸۸۳ اهل کشور انگلستان بود که سابقهٔ بازی در تیم ملی فوتبال انگلستان را در کارنامهٔ خود دارد. وی در تاریخ ۱۸ مارس ۱۹۰۷ نخستین بازی ملی خود را در مقابل تیم ملی فوتبال ولز انجام داد و با حضور در ۲۵ بازی ملی، در تاریخ ۱۰ آوریل ۱۹۲۰ واپسین بازی ملی‌اش را در برابر تیم ملی فوتبال اسکاتلند برگزار کرد.